# Fernando Agüeria Cueva
Fernando Agüeria Cueva (16 de octubre de 1962) es un músico, profesor, compositor y director de orquesta español.

## Formación
Inicia sus estudios musicales como niño cantor en la Escolanía del Real Sitio de Covadonga y con el trompetista de jazz Gonzalo Casielles, para continuarlos posteriormente en los Conservatorios Superiores de Oviedo, Madrid y Salamanca; así como en numerosos cursos nacionales e internacionales. Entre sus maestros destacan V. L. Diéguez, Alejandro Yagüe, Luis de Pablo y Luigi Nono en Composición; y E. García Asensio, A. Ros Marbà, A.  Blancafort, A. Ceccato, János Fürst y H. Rilling en Dirección de Coro y Orquesta.
Licenciado en Historia y Arte por la Universidad de Oviedo, realiza los cursos de doctorado en el citado departamento, concluyéndolos con un trabajo sobre el concepto de estética musical. También es Doctor en Ciencias de la Educación por la UNED (Madrid) bajo la dirección de Manuel de Puelles Benítez.

### Actividad profesional
Como director ha actuado, entre otras agrupaciones, con solistas de la RTVE, ONE, OSPA; de Cámara y Garchinger Kantorei de Stuttgart; Real Filarmonía de Galicia; Orquestas de jóvenes de la región de Murcia y del Principado de Asturias; Bandas Sinfónicas de Buñol y Cullera, de Gijón, Langreo y Luarca, Orquesta Sinfónica “Ciudad de Oviedo” y Orquesta y Coro del Conservatorio Superior de Música del Principado de Asturias. También en los Ciclos inaugurales del Auditorio “Príncipe Felipe” de Oviedo, del Auditorio de León, Ciclo de música española en Castilla y León, Ciclo de Cámara y Polifonía del Auditorio de Oviedo, de música contemporánea, “Oviedo es música”, Ronda por Asturias de Cajastur, Centenario de la Basílica de Covadonga en Los Jerónimos (Madrid) o Camino de Santiago en Compostela, así como en festivales internacionales en Bremen (Die Glöcke), Mainz (Catedral), Múnich (Benediktbeuern), París (Ile de la Cité), Roma (Parca Auditorio), Londres (Royal Festival Hall) y Singapur (Esplanade).
Ha colaborado con instituciones docentes como la Asociación Europea de Conservatorios, Europachoir Akademie, School of Arts (SOTA) de Singapur, Centros de Profesores, Orquestas, Fundaciones, Ayuntamientos y Universidades.
Ha sido profesor titular, por oposición, en el Conservatorio Profesional de Música de Avilés; profesor titular, por oposición, en el Conservatorio Superior de Música del Principado Asturias; y director titular, por concurso de méritos, de la Coral Polifónica de Asturias “Cruz de la Victoria”.
Es catedrático, por concurso de méritos, en el Conservatorio Superior de Música del Principado Asturias.
Desde el 1 de julio de 2014 es director, por concurso de méritos, del Conservatorio Superior de Música “E. Martínez Torner”, en el Principado de Asturias
Miembro de la SGAE como compositor. Sus obras han sido estrenadas por destacados solistas, grupos de cámara y orquestas en España, Francia, USA, Italia, Singapur, etc. Cuenta con grabaciones en los sellos RTVE, Roncón, La Factoría, Paper Música Capellades y Raveharps Singapur.
Su presencia es habitual en foros profesionales nacionales e internacionales relacionados con la historia y el futuro de las EEAASS, especialmente de la Música, como en el IV Congreso Internacional de Pedagogía e Investigación Performativa y Creatividad Musical celebrado en Oviedo en 2021.

### Publicaciones
- AGÜERIA CUEVA, Fernando. "Música Folklórica y Música Rexonalista (1884-1939)". En Alcordanza del Padre Galo "Fernán-Coronas". Oviedoː Consejería de Educación, Cultural, Deportes y Juventud del Principado de Asturias, 1998, pp. 87-89.
- AGÜERIA CUEVA, Fernando. Historia de la educación musical en la España contemporánea. Un estudio de política legislativa, Oviedo, 2011.
- AGÜERIA CUEVA, Fernando. Purita de la Riva. Pianista. Oviedo: FA, 2020. Sobre esta obra, la crítica señaló “En su obra Fernando Agüeria, director del Conservatorio Superior de Música de Oviedo, trasciende el género biográfico para explicar la evolución de la enseñanza del piano en Asturias a lo largo de un siglo”.[7]

### Premios
- Premio "Federación Coral Castilla y León", Año 1992.
- Primer premio de Composición “Ciudad de Oviedo”, Año 1995.
- Primer premio Concurso Internacional de Música “Paper de Música” de Capellades (Cataluña) obtenido por Roberto Álvarez (Flauta) y Ana Pérez Marín (Clarinete) por la interpretación de su obra Trans-Dos.[8]
- Premio “Axuntábense” a la excelencia coral, año 2012, de la Federación Coral del Principado de Asturias.[9]
- Premio de la crítica de la RTPA (Radio Televisión del Principado de Asturias) como mejor compositor de música clásica, año 2012, por su obra En Esta Hora para orquesta de cuerda.